# 夏爾一世 (尼維爾)
夏爾一世 (1414年6月25日—1464年5月25日)是尼維爾及勒泰勒伯爵（1415年–1464年）。

## 生平
夏爾一世是勃艮第公爵（勇敢的）菲利普二世和阿圖瓦女伯爵瑪格麗特二世的幼子尼維爾伯爵菲利普二世的長子。
在勃艮第公爵菲利普三世即將逝世時，夏爾一世被懷疑從事巫術，試圖取代夏洛萊伯爵查理成為繼承人。查理一世逃往法國，不久便逝世，並按照要求安葬在郡首府訥韋爾的訥韋爾主教座堂。這座大教堂將成為勃艮第家族尼維爾伯爵的家族墓地：他的遺孀瑪麗·達爾布雷特、他的兄弟若望二世和他的妻子之一布羅斯的波琳也埋葬於此。
1456年6月11日，夏爾一世與阿爾布雷的夏爾二世的女兒瑪麗·阿爾布雷結婚，但沒有婚生子女。他的弟弟若望二世繼位。